# Coenosia grata
Coenosia grata är en tvåvingeart som beskrevs av Christian Rudolph Wilhelm Wiedemann 1830. Coenosia grata ingår i släktet Coenosia och familjen husflugor. Inga underarter finns listade i Catalogue of Life.